# Epitaph Records
Epitaph Records — американський лейбл звукозапису, заснований в 1980 році гітаристом гурту Bad Religion Бретом Гуревичем.
Як і деякі інші подібні лейбли (наприклад, Dischord) спочатку був заснований для видання та розповсюдження записів виключно гурту-засновника, але згодом переріс в досить велику і відому рекорд-компанію. Назву Гуревич взяв з однойменної пісні гурту King Crimson.
Спрямованість лейблу — панк-рок і хардкор (у 80-х роках), в середині 90-х додалися гурти альтернативного року. Дочірні лейбли Epitaph — ANTI-, Fat Possum Records, Burning Heart Records та Hellcat Records.

## Деякі гурти рекорд-лейблу

### Поточні гурти
| - Alkaline Trio - Anthem for the Unwanted - Architects (тільки США та Європа) - Bad Religion - Big Talk - Bring Me the Horizon (тільки США) - Converge - Dangerous! - Every Time I Die - Falling in Reverse - Farewell - The Ghost Inside - I Killed the Prom Queen - I Set My Friends on Fire - The Lawrence Arms - Letlive - The Menzingers - Millencolin (тільки США) | - Miss Fortune - Motion City Soundtrack - Obey The Brave - Off With Their Heads - Parkway Drive (тільки США та Європа) - Plague Vendor - Propagandhi - Pennywise - Retox - Set Your Goals - Shy Kidx - Skip The Foreplay - Settle - Social Distortion - Survive This! - Weezer - Veara |

### Колишні гурти
| - 1208 - 98 Mute - 59 Times The Pain - Agnostic Front - ALL - Alesana - Atmosphere - Beatsteaks - The Blood Brothers (повторно випустила старий матеріал) - Bombshell Rocks - Bob Log III - The Bouncing Souls - Burning Heads - Busdriver (тепер на суб-лейблі Epitaph ANTI-) - The Blackout - The Business - Circle Jerks - Claw Hammer - Coffin Break - The Color of Violence - The Cramps - Dag Nasty - Danger Doom - Daredevils - Day Of Contempt - Dead Fucking Last - Death By Stereo - Descendents - Deviates - The Dillinger Escape Plan - The Distillers - Division Of Laura Lee - Down By Law - The Draft - The Dwarves - Error - Escape The Fate - Eyedea & Abilities - Frank Turner | - Frenzal Rhomb - From First to Last - Gallows (повторно випустила старий матеріал в Північній Америці) - Gas Huffer - The Ghost of a Thousand - Green Day (повторно випустила старий матеріал в Європі) - Guttermouth - H2O - Heartsounds - Heavens - The Higher - Hell Is for Heroes - The Hives - The Hot Melts - Heideroosjes - Hot Water Music - The Humpers - I Against I - I Am Ghost - Ikara Colt - The (International) Noise Conspiracy - The Joykiller - Wayne Kramer - L7 - Leathermouth - Little Kings - Looking Up - Madball - Matchbook Romance - The Matches - New Found Glory - New Bomb Turks - NoFX - The Offspring - Osker - Our Last Night - Pete Philly and Perquisite - The Pietasters - Poison Idea - Pulley - Raised Fist | - Rancid (тепер на суб-лейблі Epitaph Hellcat Records) - Randy - Red Aunts - Refused - Rich Kids on LSD - Ruth Ruth - Sage Francis (тепер на суб-лейблі Epitaph ANTI-) - Satanic Surfers - Scatter The Ashes - The Seeing Eye Gods - Story of the Year - Sing It Loud - Some Girls - The Sound of Animals Fighting - The Special Goodness - SNFU - Straightfaced - Ten Foot Pole - Terrorgruppe - Thelonious Monster - This City - Thursday - Total Chaos - Tricky - Turbonegro - Union 13 - U.S. Bombs - Undeclinable Ambuscade - The Vandals - Vanna - Vision - Voice Of A Generation - Voodoo Glow Skulls - The Weakerthans (тепер на суб-лейблі Epitaph ANTI-) - You Me at Six - Youth Group (тепер на суб-лейблі Epitaph ANTI-) - Zeke |